# Teorema creșterilor finite
Teorema creșterilor finite (cunoscută și sub numele de prima teoremă a mediei) se referă la o proprietate remarcabilă a funcțiilor reale derivabile definite pe un interval.
Teorema îi este atribuită matematicianului francez Joseph-Louis Lagrange (1736-1813).

## Enunț
Fie {\displaystyle I\subset \mathbb {R} } un interval, funcția {\displaystyle f:I\rightarrow \mathbb {R} } și {\displaystyle a,b\in I} cu {\displaystyle a<b}. Dacă:
- {\displaystyle f} este continuă pe intervalul închis [a,b],
- {\displaystyle f} este derivabilă pe intervalul deschis (a,b),

atunci există {\displaystyle c\in (a,b)} astfel încât:
{\displaystyle f(b)-f(a)=f'(c)(b-a)} (formula lui Lagrange sau formula creșterilor finite)

## Demonstrație
Aplicând teorema lui Cauchy (a doua teoremă a mediei) pentru {\displaystyle g(t)=t} rezultă:
{\displaystyle (f(b)-f(a))g'(c)=(g(b)-g(a))f'(c)}
Dar {\displaystyle g'(t)=1}, deci:
{\displaystyle f(b)-f(a)=f'(c)(b-a)}.

## Interpretare geometrică

Interpretare geometrică: pentru orice funcție f(x) continuă pe [a, b] și derivabilă pe (a, b) există un număr real c din intervalul (a, b) astfel încât secanta ce unește capetele intervalului [a, b] să fie paralelă cu tangenta în c la graficul funcției f.

O interpretare geometrică a teoremei creșterilor finite poate fi dată cu ajutorul graficului unei funcții f(x) continue pe intervalul [a, b] și derivabile pe (a, b). Conform acestei teoreme, există un număr real c din intervalul (a, b) astfel încât secanta ce unește capetele intervalului [a, b] să fie paralelă cu tangenta în c la graficul funcției f (a se vedea figura alăturată).

## Consecințe ale teoremei creșterilor finite

### Consecința 1
Fie {\displaystyle I\subset \mathbb {R} } un interval. O funcție {\displaystyle f:I\rightarrow \mathbb {R} } este constantă pe {\displaystyle I} dacă și numai dacă are derivata nulă pe {\displaystyle I}.
Demonstrație
Necesitatea este evidentă.
Suficiența: Dacă {\displaystyle f} are derivata nulă pe {\displaystyle I} și {\displaystyle t_{1},t_{2}\in I} cu {\displaystyle t_{1}<t_{2}} atunci din teorema lui Lagrange există {\displaystyle c\in (t_{1},t_{2})} cu {\displaystyle f(t_{2})-f(t_{1})=f'(c)(t_{2}-t_{1})=0} și deci {\displaystyle f(t_{2})=f(t_{1})}, adică {\displaystyle f} este constantă pe {\displaystyle I}.

### Consecința 2
Fie {\displaystyle I\subset \mathbb {R} } un interval și {\displaystyle f,g:I\rightarrow \mathbb {R} } derivabile pe {\displaystyle I}. Funcțiile {\displaystyle f} și {\displaystyle g} au aceași derivată pe {\displaystyle I} dacă și numai dacă există {\displaystyle C\in \mathbb {R} } cu
{\displaystyle g(t)=f(t)+C} pentru orice {\displaystyle t\in I} (adică {\displaystyle f} și {\displaystyle g} diferă printr-o constantă).
Demonstrație
Funcțiile {\displaystyle f} și {\displaystyle g} au aceeași derivată pe {\displaystyle I} dacă și numai dacă funcția derivabilă {\displaystyle h=g-f} are derivată nulă pe {\displaystyle I}. Din Consecința 1 acest fapt are loc dacă și numai dacă {\displaystyle h} este constantă, ceea ce implică afirmația din enunț.

### Consecința 3
Fie {\displaystyle I\subset \mathbb {R} } un interval {\displaystyle a,b\in \mathbb {R} } cu {\displaystyle a<b} și {\displaystyle f:I\rightarrow \mathbb {R} } continuă pe {\displaystyle [a,b]} și derivabilă pe {\displaystyle (a,b)}. Atunci
i) {\displaystyle f} este crescătoare pe {\displaystyle [a,b]} dacă și numai dacă{\displaystyle f'(t)\geq 0}, pentru orice {\displaystyle t\in (a,b)};
ii) {\displaystyle f} este descrescătoare pe {\displaystyle [a,b]} dacă și numai dacă{\displaystyle f'(t)\leq 0}, pentru orice {\displaystyle t\in (a,b)};
iii) {\displaystyle f} este strict crescătoare pe {\displaystyle [a,b]} dacă și numai dacă:
- {\displaystyle f'(t)\geq 0}, pentru orice {\displaystyle t\in (a,b)};

- mulțimea {\displaystyle \lbrace t\in (a,b):f'(t)>0\rbrace } este densă în {\displaystyle (a,b)};

iv) {\displaystyle f} este strict descrescătoare pe {\displaystyle [a,b]} dacă și numai dacă:
- {\displaystyle f'(t)\leq 0}, pentru orice {\displaystyle t\in (a,b)};

- mulțimea {\displaystyle \lbrace t\in (a,b):f'(t)<0\rbrace } este densă în {\displaystyle (a,b)}.

Demonstrație
i)Necesitatea
Dacă {\displaystyle f} este crescătoare pe {\displaystyle [a,b]} atunci pentru orice {\displaystyle t\in (a,b)}:
{\displaystyle f'(t_{0})=\lim _{t\to t_{0}}{\frac {f(t)-f(t_{0})}{t-t_{0}}}\geq 0};
Suficiența
Dacă {\displaystyle f'(t)\geq 0} atunci pentru orice {\displaystyle t_{1}} și {\displaystyle t_{2}\in [a,b]} cu {\displaystyle t_{1}<t_{2}} avem (din teorema lui Lagrange) că există {\displaystyle c\in (t_{1},t_{2})cuf(t_{2})-f(t_{1})=f'(c)(t_{2}-t_{1})\geq 0} și deci {\displaystyle f(t_{2})\geq f(t_{1})}, adică {\displaystyle f} este crescătoare pe {\displaystyle [a,b]}.
ii) rezultă din (i) aplicat pentru funcția descrescătoare {\displaystyle -f}.
iii) Necesitatea
Dacă {\displaystyle f} este strict crescătoare pe {\displaystyle [a,b]}, atunci din (i) rezultă ca {\displaystyle f'\geq 0} pe are {\displaystyle (a,b)}.Dacă pe un anumit interval deschis {\displaystyle (a_{0},b_{0})\subset (a,b)} am avea {\displaystyle f'(t)=0} pentru orice {\displaystyle t\in (a_{0},b_{0})} atunci restricția funcției {\displaystyle f} la {\displaystyle (a_{0},b_{0})} ar fi constantă, ceea ce contrazice faptul că {\displaystyle f} este strict crescătoare pe {\displaystyle [a,b]}.
Suficiența
Dacă sunt îndeplinite ambele condiții de la (iii) atunci {\displaystyle f} este crescătoare pe {\displaystyle [a,b]}. Dacă {\displaystyle f} nu ar fi strict crescătoare pe {\displaystyle [a,b]}, ar rezulta că există un interval {\displaystyle (a_{0},b_{0})\subset (a,b)} astfel ca restricția funcției {\displaystyle f} la {\displaystyle (a_{0},b_{0})} este constantă, adică {\displaystyle f'(t)=0} pentru orice {\displaystyle t\in (a_{0},b_{0})}, ceea ce contrazice ipoteza a doua de la (iii).
iv) rezultă din (iii) aplicat pentru funcția {\displaystyle -f}.